# Meteoroid
Meteoroid je malo kameno ili metalno nebesko tijelo dimenzija od zrna pijeska (promjera oko 100 μm) do povećega kamena (promjera oko 1 metar) koje obilazi oko Sunca. Po građi, može biti kompaktan, gustoće stijene, ili šupljikav, kada mu je gustoća manja od gustoće vode. Ako se nađe u Zemljinoj atmosferi, dovodi do pojave meteora, ponekad stiže do tla kao meteorit. Meteoroidi su čestice prašine, krhotine stijena i slični ostatci iz vremena nastajanja Sunčevog sustava koji kruže oko Sunca. Takve čestice nastaju i isparavanjem materijala s kometa: zaleđeni plin se topi pod utjecajem Sunčeve topline i oslobađa zarobljene komade stijena i prašine. Ako takvo tijelo uleti velikom brzinom u atmosferu planeta, zagrijava se i izgara, ostavljajući svijetli trag. Ova pojava se naziva meteor. Dovoljno veliki meteoroidi ne uspijevaju cijeli sagorjeti u atmosferi i jedan njihov dio pada na zemlju. Takvi kameno-metalni ostaci zovu se meteoriti.

## Asteroidi ili planetoidi
Asteroidi ili planetoidi su kamena ili metalna nebeska tijela promjera većeg od 1 metar, koji samostalno ili u skupini sličnih tijela obilaze oko Sunca. Većina planetoida obilazi Sunce u glavnom planetoidnom pojasu (asteroidni pojas) između Marsa i Jupitera, dio prilazi Suncu bliže od Marsa (Amori) i Zemlje (Apoloni) i nazivaju se Zemlji bliski asteroidi, dio se giba u putanji Jupitera ili drugih planeta (Trojanci). U usporedbi s planetima mnogo su manji i najčešće nepravilnog oblika. Nastali su od ostataka protoplanetarne tvari koja se nije pripojila planetima za vrijeme stvaranja sustava iz protoplanetarnog diska. Najčešće kruže oko matične zvijezde vlastitom putanjom ili kao prirodni sateliti (mjeseci) većih planeta. Neke od njih nalazimo vezane gravitacijskim silama uz planete, u grupama koje orbitiraju u putanji planeta, ispred ili iza. Iako se donedavno mislilo drukčije, otkriveno je da asteroidi mogu imati vlastite mjesece kada je u orbiti oko asteroida 243 Ida pronađen satelit nazvan Dactyl. Do sada ih je otkriveno blizu 80 000, a oko 11 000 ih je dobilo službena imena - redni broj i ime. Procjenjuje se da bi ih u našem sustavu moglo biti nekoliko milijuna.
Prema spektralnoj analizi odrazne svjetlosti planetoidi se mogu podijeliti na ugljikove (C), kojih je oko 75% i sadrže tamne ugljikove spojeve, metalne (M), kojih je oko 8%, i silikatne (S), kojih je oko 17%. U Hrvatskoj, u Zvjezdarnici Višnjan, otkriveno je nekoliko tisuća planetoida. Teleskopom se ni najvećemu planetoidu ne vidi tijelo, pa im se promjeri mjere posredno, prilikom okultacija zvijezda ili iz sjaja uz procijenjeni albedo. S pomoću svemirskih letjelica snimljeni su 433 Eros, 951 Gaspra, 243 Ida, 25143 Itokawa, 253 Mathilde i drugi. Trans-neptunski objekti ili nebeska tijela koja su dalja od Neptuna obično se ne smatraju planetoidima.

## Meteor
Meteor (grčki metéoros (μετέωρος) = uzdignut u zrak, lebdeći, podignut) dio je nebeskog tijela koje, padajući kroz atmosferu, ostavlja svijetleći trag. Meteor je svjetlosna pojava nastala zagrijavanjem meteoroida (ili sitnijih nebeskog tijela) pri gibanju kroz Zemljinu atmosferu velikom brzinom (do 72 km/s). Zbog Zemljina gibanja, učestalost opažanja meteora i njihov sjaj rastu od večeri do zore, kada meteoroidi susreću onu Zemljinu stranu koja je okrenuta prema smjeru gibanja na putanji oko Sunca. Povremene ili sporadične meteore moguće je vidjeti svake vedre noći. Iznimno veliki meteori nazivaju se bolidi. Prolaskom kroz atmosferu, tijelo pristiglo iz svemira zbog velikoga se trenja zagrijava, tali, drobi i isparava. Dio meteoroida ili planetoida (asteroida) koji ne izgori u atmosferi i stigne do tla naziva se meteorit.

## Meteorit
Meteorit je komad stijene ili željeza, meteoroida, kometa ili planetoida, koji je iz svemira pao na površinu Zemlje ili nekog drugog nebeskog tijela. U slučaju jačeg udara, nastaje udarni krater. Većina meteorita potječe od manjih tijela meteoroida, a rijetki potječu od planetoida (asteroida). Padovi većih nebeskih tijela uzrokuju eksplozije i udarne kratere (astrobleme). Prema kemijskom sastavu meteoriti se dijele na kamene (aeroliti, učestalost 94%), željezne (sideriti, 5%) te kameno‑željezne (sideroliti, 1%). Najveći nađeni kameni meteorit mase je veće od 1 tone, a željezni od 60 tona. Prema mineralnom sastavu kameni meteoriti dijele se na hondrite (ili kondriti) i ahondrite; prvi sadrže okrugla zrna, hondre, uložene u osnovnu masu (matriks). Hondre se sastoje od olivina i piroksena s nešto slitine nikla i željeza. Izuzev lako isparivih elemenata (na primjer vodik, helij), kemijski sastav hondra odgovara sastavu Sunca, a kuglasti oblik upućuje na nastanak u bestežinskom prostoru. Radioizotopno im je utvrđena starost od 4.55 milijardi godina, što odgovara vremenu nastanka planetnoga sustava (Sunčev sustav). Smatra se da nikada nisu bili uklopljeni u neko veće tijelo. Oko 86% svih meteorita su hondriti. Malobrojniji ahondriti ne sadrže hondre. Većinom su dijelovi otkrhnuti s površine planetoida. Najviše ih potječe od planetoida Vesta (4 Vesta). Malu skupinu anhondrita čine meteoriti koji sadrže minerale kakvi se nalaze na Mjesečevu ili Marsovu tlu. Željezni meteoriti sastoje se uglavnom od nikla i željeza. Smjesa je kristalizirala iz taljevine pri vrlo sporom hlađenju, za što su uvjeti postojali u međuplanetnome prostoru. Većinom potječu od jezgara planetoida koji su razbijeni u sudaru s nekim drugim planetoidom. Kameno‑željezni meteoriti sastoje se od silikata i metala. Smatra se da su nastali u planetoidima, u području između željezne jezgre i kamenog omotača. 
Najstarija je poznata uporaba meteorita datirana u željezno doba (Danebury, Engleska). Željezni meteoriti koristili su se kao prvi izvori kvalitetnog željeza za oštrice (povijest tehnologije). Izvanzemaljsko podrijetlo meteorita prvi je pretpostavio Ernst Chladni kada je 1794. povezao nalazišta meteorita i pojavu bolida. Alois von Widmanstätten je na prerezu Hrašćinskoga meteorita (pao u Hrvatsko zagorje, 26. svibnja 1751.), jetkanoga (nagrizano) dušičnom kiselinom, uočio kristalografsku strukturu jedinstvenu za željezne meteorite (Widmanstättenove figure), kakva ne postoji u Zemaljskim kristalima. Kada je 26. travnja 1804. u francuskom mjestu L'Aigle pred velikim brojem svjedoka pao meteorski pljusak od približno 3 000 dijelova kamenog meteora znanstvena je zajednica prihvatila njihovo svemirsko podrijetlo.